# اشلی ویلیامز (هنرپیشه زن)
اشلی ویلیامز (انگلیسی: Ashley Williams؛ زادهٔ ۱۲ نوامبر ۱۹۷۸) یک هنرپیشه اهل ایالات متحده آمریکا است.

## گزیده فیلمشناسی
از فیلم‌ها یا برنامه‌های تلویزیونی که وی در آن نقش داشته‌است می‌توان به آثار زیر اشاره کرد.
- عقل و احساس (۲۰۱۱)
- مارجین کال (۲۰۱۱)
- دلباخته (فیلم ۲۰۱۴) (۲۰۱۴)
- یک سال بسیار خشن (۲۰۱۴)
- مانک (۲۰۰۵)
- آشنایی با مادر (۲۰۰۶–۲۰۱۴)
- غیب‌گو (مجموعه تلویزیونی) (۲۰۰۷)
- انبار ۱۳ (۲۰۱۱)
- قرض گرفته شده (۲۰۱۱)
- منتالیست (۲۰۱۱)
- سی‌اس‌آی (۲۰۱۲)
- همسر خوب (۲۰۱۴)
- دختران (مجموعه تلویزیونی آمریکایی) (۲۰۱۷)